# فول ساتون
فول ساتون (به انگلیسی: Full Sutton) یک روستا و محله مدنی در بریتانیا است که در East Riding of Yorkshire واقع شده‌است. فول ساتون ۱٬۰۷۲ نفر جمعیت دارد.